# Helmut Block
Helmut Block (3 de Abril de 1915 - 11 de Novembro de 1944) foi um comandante de U-Boot que serviu na Kriegsmarine durante a Segunda Guerra Mundial.